# Aphroceras cataphracta
Aphroceras cataphracta är en svampdjursart som först beskrevs av Ernst Haeckel 1872.  Aphroceras cataphracta ingår i släktet Aphroceras och familjen Grantiidae. Inga underarter finns listade i Catalogue of Life.